# Byrness
Byrness – wieś w Anglii, w hrabstwie Northumberland. Leży 62 km na północny zachód od miasta Newcastle upon Tyne i 449 km na północ od Londynu.